# Rashed Mohammed
Rashed Mohammed (tiếng Ả Rập:راشد محمد) (sinh ngày 6 tháng 12 năm 1995) là một cầu thủ bóng đá người Các Tiểu vương quốc Ả Rập Thống nhất. Hiện tại anh thi đấu cho Al Nasr.